# WS-12
WS-12，化学式C18H27NO2，是一种含氮有机化合物，能作为离子通道TRPM8的强效选择性激动剂，与依色林相比，WS-12对TRPM8的激动剂效力略低，但其对TRPM8的选择性却高得多。